# Georg Nikolaus von Nissen
Pour les articles homonymes, voir Nissen.
Georg Nikolaus von Nissen (parfois écrit Nicolaus ou Nicolai Nissen), né le 22 janvier 1761 à Haderslev (Danemark du Sud) et mort le 24 mars 1826 à Salzbourg, est un diplomate et écrivain danois. Il a épousé Constanze Weber (1762-1842), la veuve de Wolfgang Amadeus Mozart. Il est un des premiers biographes du grand compositeur.

## Biographie
Georg Nikolaus Nissen est le fils du marchand Jens Nissen et de Anna Elisabeth Zoëga, qui est issue d'une famille danoise très influente. Après des études de droit à l'université de Copenhague (1778–1781), Nissen a travaillé d'abord à la Poste générale de Copenhague, où il a été introduit par son oncle Georg Zoëga. En 1791, il change d'orientation et se dirige vers la diplomatie. D'abord délégué danois auprès de la Diète perpétuelle d'Empire (Reichstag) à Ratisbonne, il est nommé à partir de 1793 secrétaire d'ambassade à l'ambassade danoise à Vienne. En 1797, il rencontre Constance Mozart, veuve depuis six ans. Ils se marient le 26 juin 1809 à Presbourg (aujourd’hui Bratislava). En 1810, le couple habite à Copenhague, où Nissen travaille au conseil municipal. De 1820 à 1824, le couple visite l'Allemagne et l'Italie et en août 1824, ils s'installent à Salzbourg. C'est alors que Nissen, avec l'aide de son épouse, commence à travailler à la biographie de Wolfgang Amadeus Mozart. Il était animé pour cela d'un sentiment d'objectivité. Il a entrepris pour la première fois de rassembler tout ce qui avait été écrit sur Mozart ainsi que toute la correspondance de la famille Mozart, afin de pouvoir réussir une biographie fidèle. Malheureusement, Constance avait auparavant détruit de nombreuses lettres de Leopold Mozart, qui s'était opposé toute sa vie à l'union de son fils avec Constance. Nissen n'a pu achever son travail et meurt en 1826.
Grâce à la diligence de Constance, la biographie a pu être achevée avec l'aide du docteur Johann Heinrich Feuerstein et du Directeur général de la musique à Berlin Gaspare Spontini; elle a été éditée par Breitkopf & Härtel à Leipzig.
Il n'existe pas de documents prouvant l'anoblissement de Nissen. Certains historiens soutiennent la thèse que c'est une invention de Constance. Georg Nikolaus Nissen ne s'est jamais présenté comme « Comte von Nissen ».

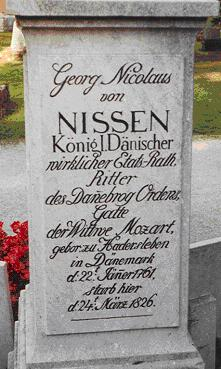
Tombe de Nissen à Salzbourg

La tombe de Nissen se trouve au cimetière St Sebastian de Salzbourg. Elle porte l'inscription : "Georg Nicolaus von Nissen, Königl. Dänischer wirklicher Etats-Rath. Ritter des Dannebrog-Ordens. Gatte der Wittwe Mozart", c'est-à-dire "Georg Nicolaus von Nisse. Conseiller royal du Danemark. Chevalier de l'Ordre de Dannebrog. Époux de la veuve de Mozart".

## Œuvres
- Biographie W. A. Mozarts. Nach Originalbriefen, Sammlungen alles über ihn Geschriebenen, mit vielen neuen Beylagen, Steindrücken, Musikblättern und einem Facsimile (Quatrième édition de l'édition de Leipzig 1828  (ISBN 3-487-04548-6); nouvelle édition : Hildesheim, 1986)